# Tzeltalia calidaria
Tzeltalia calidaria là loài thực vật có hoa trong họ Cà. Loài này được (Standl. & Steyerm.) E. Estrada & M. Martínez miêu tả khoa học đầu tiên năm 1998.